# Jorre Verstraeten
Jorre Verstraeten (4 de dezembro de 1997) é um judoca belga. Competiu nos Jogos Olímpicos de Verão de 2024.
Verstraeten ganhou uma das medalhas de bronze no evento masculino de 55 kg nos Jogos Olímpicos da Juventude de Verão de 2014, realizados em Nanjing, China. Em sua luta pela medalha de bronze, ele derrotou Gavin Mogopa de Botswana. Ele também competiu no evento por equipes mistas.
Em 2017, Verstraeten competiu no evento masculino de 60 kg no Campeonato Europeu de Judô realizado em Varsóvia, Polônia. Alguns meses depois, ele ganhou uma das medalhas de bronze no evento masculino de 60 kg no Grand Prix de Judô de Cancún, realizado em Cancún, México. Em 2018, Verstraeten foi eliminado por Eric Takabatake do Brasil em sua segunda luta no evento masculino de 60 kg no Campeonato Mundial de Judô realizado em Baku, Azerbaijão.
Ele ganhou uma das medalhas de bronze no evento masculino de 60 kg no Campeonato Europeu de Judô de 2020, realizado em Praga, República Tcheca.
Em 2021, Verstraeten competiu no evento masculino de 60 kg no Judo World Masters realizado em Doha, Qatar. Alguns meses depois, ele ganhou a medalha de ouro em seu evento no Judo Grand Slam Antalya, realizado em Antalya, Turquia. 
Verstraeten representou a Bélgica nos Jogos Olímpicos de Verão de 2020 em Tóquio, Japão. Ele competiu no evento masculino de 60 kg, onde foi eliminado em sua segunda luta por Naohisa Takato do Japão. 
Ele ganhou a medalha de ouro em seu evento no Judo Grand Slam de Budapeste de 2022, realizado em Budapeste, Hungria. 
Ele perdeu sua luta pela medalha de bronze no evento masculino de 60 kg no Campeonato Mundial de Judô de 2023, realizado em Doha, Qatar.